# Sport365.hu
A Sport365.hu Magyarország egyik sporttal foglalkozó online hírportálja, amely 2010 októbere óta működik.

## Története és célja
A Sport365.hu 2010 novemberében indult útjára azzal a céllal, hogy napi szinten nyújtson tájékoztatást a hazai és a nemzetközi sportvilág eseményeiről.

## Tartalom
A Sport365.hu naponta mintegy 80-100 hírrel jelentkezik a hazai és a nemzetközi sportvilág történései kapcsán. A portál rendszeresen számol be élő szöveges tudósítás formájában a hazai és nemzetközi labdarúgó-, kézilabda-, kosárlabda- és vízilabda-mérkőzésekről, valamint a Formula–1-es autós gyorsasági világbajnokság futamairól.

## Funkciók
- Élő közvetítések
- Élő eredménykövetés
- Videó- és fotógaléria
- Tabellák